# Мемоар, представен от името на българското население в Македония под югославска власт
„Мемоарът за положението на българското малцинство в гръцка и сръбска Македония“ (на френски: Mémoire présenté au nom de la population bulgare de la Macédoine sous domination yougoslave) е протестен документ, изпратен от женевското Представителство на българското национално малцинство в Югославия до Обществото на народите в 1930 година.
Автори на „Мемоара“, конституирали се като Представителство на българското национално малцинство в Югославия, са Григор Анастасов, Димитър Шалев, Димитър Илиев – трима македонски български общественици, опитвали се да развият пробългарска политическа дейност в Македония, но принудени да избягат от страната след установяването на диктатурата на крал Александър І. Основните повдигнати проблеми са изведени още в подзаглавието на документа – „юридическото, политическото, социалното и културното положение на българското национално малцинство в Югославия, респективно Македония“.
ВМРО (обединена) нарича Мемоара на Шалев, Илиев и Анастасов „шашмаджийска книжна бомба“ и „диверсия“, защото в него не се говори за „македонци“, а за „българи“.